# Cathin
Cathin er et monoamint alkaloid oftest fundet som et af de to euforiserende stoffer i rusmidlet khat.
| Kemi | Spire Denne artikel om kemi er en spire som bør udbygges. Du er velkommen til at hjælpe Wikipedia ved at udvide den. |